# Simaxis
Simaxis település Olaszországban, Szardínia régióban, Oristano megyében. Lakosainak száma 2131 fő (2023. január 1.). Simaxis Oristano, Siamanna, Siapiccia, Solarussa, Zerfaliu és Ollastra községekkel határos.

## Népesség
A település lakossága az elmúlt években az alábbi módon változott:
| Lakosok száma | 2244 | 2227 | 2131 |
|               | 2017 | 2018 | 2023 |